# أمیر تاکي
أمیر تاکی (مواليد 6 فبراير 1988) هو مبرمج بريطاني-إيراني معروف بدوره الرائد في مشروع البيتكوين، وريادته للعديد من المشاريع مفتوحة المصدر. أدرجت فوربس أ مير في قائمة أفضل 30 رائد أعمال لعام 2014.  Forbes listed Taaki in their top 30 entrepreneurs of 2014. ، سافر تقي إلى سوريا، وخدم في جيش وحدات حماية الشعب ، وعمل في المجتمع المدني في الإدارة الذاتية لشمال وشرق سوريا لمدة عام ونصف.
ولد أمير في 6 فبراير 1988 في لندن، وهو الابن الأكبر لثلاثة أطفال لأم اسكتلندية-إنجليزية وأب إيراني يعمل كمطور عقارات. اهتم تقي منذ نعومة أظافره بتقنية الكمبيوتر، حيث قام بتعليم نفسه برمجة الكمبيوتر.
بعد حضوره لفترة وجيزة في جامعتين بريطانيتين، انجذب تاكي إلى حركة البرمجيات الحرة. ساعد أمير في إنشاء SDL Collide ، وهو امتداد لطبقة الوسائط البسيطة ، وهي مكتبة مفتوحة المصدر يستخدمها مطورو ألعاب الفيديو.
في عام 2006 ، شارك أمير بشكل كبير في تطوير Crystal Space تحت الاسم المستعار genjix. كما طور عددًا من ألعاب الفيديو باستخدام البرامج المجانية، بما في ذلك لعبة المغامرة Crystal Core ولعبة المتسابق المستقبلية Ecksdee. كان أمير أيضًا أحد المشاركين في مشروع بلندر وهو لعبة Yo Frankie!
في عام 2014 ، أطلق مع كودي ويلسون مشروع Dark Wallet بعد جولة تمويل جماعي على منصة إنديجوجو والتي جمعت أكثر من 50000 دولار. أنشأ أمير، مع مطورين أخرين نموذجًا أوليًا لسوق لامركزي يسمى "DarkMarket" في عام 2014 ، في هاكاثون في تورنتو ، والذي تم تقسيمه إلى مشروع OpenBazaar.
في عام 2015 ، ذهب أمير إلى الإدارة الذاتية لشمال وشرق سوريا لعرض مهاراته على هم، وخدم في جيش وحدات حماية الشعب . لم يتلق أي تدريب، لكنه أمضى ثلاثة أشهر ونصف في القتال. ثم تم تسريحه وعمل في المجتمع المدني لأكثر من عام في مشاريع مختلفة للجنة الاقتصادية في الإدارة الذاتية لشمال وشرق سوريا .
وفي فبراير 2018 ، سافر أمير الي [[كتالونيا|كاتالونيا] ] وأنشأ مجموعة مخصصة للاستفادة من تقنية بلوك تشين لمساعدة قضايا التحرير الوطنية مثل استقلال كتالونيا 